# Carlos Rangel
Carlos Rangel (Caracas el 17 de desembre de 1929 - 15 de gener del 1988) va ser un periodista i escriptor veneçolà difusor de les idees liberals així com un progressista contrari a les polítiques tercermundistes seguides per molts règims populistes d'Amèrica llatina. Els seus estudis bàsics els cursà en aquesta ciutat però la seva formació superior es desenvolupà als Estats Units i Europa. Graduat com a Bachelor of arts al Bard College i certificat d'Etudes a la Sorbona de París, obtingué també el certificat formal com a traductor. Va ser instructor a la Universitat de Nova York el 1957 i més tard catedràtic de periodisme d'opinió a la Universitat Central de Veneçuela (UCV). El 1960 començà la seva tasca periodística, essent director de la revista Momento i de diversos programes de televisió durant més de vint anys entre els quals es troben "Frente a la prensa", "Buenos días" i "Lo de Hoy". Va ser un dels intel·lectuals més coneguts i controvertits del seu país i de l'àmbit hispano-americà. Va morir de suïcidi a l'edat de 58 anys.
Com a escriptor destaca pels seus assajos "Del buen salvaje al buen revolucionario" i "El tercermundismo"